# Glypta
Glypta är ett släkte av steklar som beskrevs av Johann Ludwig Christian Gravenhorst 1829. Glypta ingår i familjen brokparasitsteklar.

## Bildgalleri

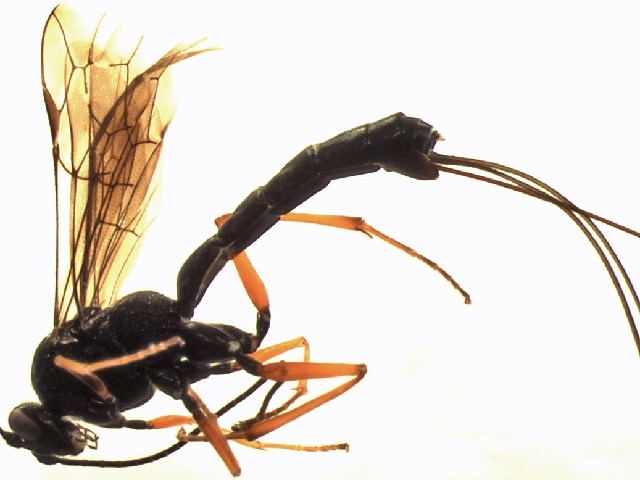

## Dottertaxa tillGlypta, i alfabetisk ordning[1][2]
- Glypta abbreviata
- Glypta abrupta
- Glypta acares
- Glypta accentuata
- Glypta aclerivora
- Glypta adachii
- Glypta adornata
- Glypta aequorea
- Glypta alameda
- Glypta alaskensis
- Glypta albanica
- Glypta alberta
- Glypta albifaciens
- Glypta albilineata
- Glypta albitibia
- Glypta albonotata
- Glypta algida
- Glypta alpestris
- Glypta altamirai
- Glypta alternata
- Glypta amabilis
- Glypta ambigua
- Glypta amoena
- Glypta angelica
- Glypta angulata
- Glypta angusta
- Glypta animalcula
- Glypta animosa
- Glypta antiochensis
- Glypta antonioi
- Glypta applanata
- Glypta aprilis
- Glypta aquila
- Glypta arctata
- Glypta arctica
- Glypta arcuata
- Glypta areolata
- Glypta argyrotaeniae
- Glypta aridella
- Glypta asperata
- Glypta atrata
- Glypta aurea
- Glypta aurora
- Glypta australis
- Glypta bakeri
- Glypta banffensis
- Glypta barri
- Glypta bequaerti
- Glypta biauriculata
- Glypta bicarinata
- Glypta bifoveolata
- Glypta bisinuata
- Glypta blandita
- Glypta boharti
- Glypta borealis
- Glypta bradleyi
- Glypta brevipetiolata
- Glypta breviterebra
- Glypta breviungulata
- Glypta buccata
- Glypta bugaczensis
- Glypta bulbosa
- Glypta buolianae
- Glypta calianensis
- Glypta californica
- Glypta caliginosa
- Glypta calva
- Glypta canadensis
- Glypta carinifrons
- Glypta carlsoni
- Glypta carolellae
- Glypta caryae
- Glypta caucasica
- Glypta caudata
- Glypta caulicola
- Glypta ceratites
- Glypta cesta
- Glypta chinensis
- Glypta choristoneurae
- Glypta ciliata
- Glypta clypeata
- Glypta cockerelli
- Glypta colfaxiana
- Glypta collina
- Glypta coloradana
- Glypta columbiana
- Glypta concava
- Glypta concisa
- Glypta concolor
- Glypta conflictanae
- Glypta confragosa
- Glypta confusa
- Glypta consimilis
- Glypta contrasta
- Glypta convexa
- Glypta cornigera
- Glypta cornuta
- Glypta costata
- Glypta costulata
- Glypta crassa
- Glypta crebraria
- Glypta cudonigerae
- Glypta cuericiensis
- Glypta curta
- Glypta cyclostoma
- Glypta cylindrator
- Glypta cymolomiae
- Glypta dakota
- Glypta davisii
- Glypta decepta
- Glypta decora
- Glypta deflexa
- Glypta deleta
- Glypta delicata
- Glypta delicatula
- Glypta densa
- Glypta dentata
- Glypta dentifera
- Glypta depressa
- Glypta deserta
- Glypta diminuta
- Glypta divaricata
- Glypta diversipes
- Glypta divisa
- Glypta dorsiatomanae
- Glypta dreisbachi
- Glypta dubia
- Glypta dupla
- Glypta eberhardi
- Glypta ecostata
- Glypta egregiafovea
- Glypta ejuncida
- Glypta elevata
- Glypta elongata
- Glypta enigmatica
- Glypta epiblemae
- Glypta epinotiae
- Glypta erratica
- Glypta erugata
- Glypta eucosmae
- Glypta evansi
- Glypta evetriae
- Glypta exartemae
- Glypta exigua
- Glypta exophthalmus
- Glypta exposita
- Glypta extensor
- Glypta extincta
- Glypta faceta
- Glypta fasciata
- Glypta femorator
- Glypta ferruginea
- Glypta filicauda
- Glypta flagellaris
- Glypta flaviscutator
- Glypta flavomaculata
- Glypta flavopicta
- Glypta floridana
- Glypta foutsi
- Glypta franciscana
- Glypta fronticornis
- Glypta fulgida
- Glypta fulvipes
- Glypta fumiferanae
- Glypta fumosa
- Glypta furcata
- Glypta fuscata
- Glypta fuscitibia
- Glypta gainesiana
- Glypta gelida
- Glypta georgiana
- Glypta georginensis
- Glypta glabra
- Glypta glacialis
- Glypta glypta
- Glypta gouldiana
- Glypta gracilis
- Glypta griseldae
- Glypta haesitator
- Glypta hastata
- Glypta heinrichi
- Glypta herschelana
- Glypta heterocera
- Glypta hondoana
- Glypta hoodiana
- Glypta humilis
- Glypta ignota
- Glypta imitator
- Glypta implana
- Glypta impressa
- Glypta improba
- Glypta improcera
- Glypta incisa
- Glypta incognita
- Glypta incompleta
- Glypta inculta
- Glypta indivisa
- Glypta infrequens
- Glypta infumata
- Glypta insignis
- Glypta interrupta
- Glypta interstincta
- Glypta inusitata
- Glypta ithacensis
- Glypta jacintana
- Glypta juncta
- Glypta juxta
- Glypta kamijoi
- Glypta kansensis
- Glypta kasparyani
- Glypta kincaidi
- Glypta kozlovi
- Glypta kukakensis
- Glypta kunashirica
- Glypta laevis
- Glypta lapponica
- Glypta lata
- Glypta latigaster
- Glypta lenis
- Glypta lepida
- Glypta limatula
- Glypta limbata
- Glypta linearis
- Glypta lineata
- Glypta lirata
- Glypta longicauda
- Glypta longipalpus
- Glypta longispinis
- Glypta longiungula
- Glypta longiventris
- Glypta longula
- Glypta macilenta
- Glypta macra
- Glypta maculata
- Glypta magnifica
- Glypta mainensis
- Glypta manitobae
- Glypta marianae
- Glypta martini
- Glypta maruyamensis
- Glypta masoni
- Glypta mattagamiana
- Glypta mcallisteri
- Glypta mckinleyi
- Glypta media
- Glypta mensurator
- Glypta meritanae
- Glypta metadecoris
- Glypta michiganica
- Glypta microcera
- Glypta militaris
- Glypta mimica
- Glypta mimula
- Glypta minnesotae
- Glypta minuta
- Glypta missouriana
- Glypta momoii
- Glypta monoceros
- Glypta montana
- Glypta monticolae
- Glypta munda
- Glypta mutica
- Glypta nana
- Glypta nebulosa
- Glypta nederlandica
- Glypta nevadana
- Glypta nigra
- Glypta nigricornis
- Glypta nigrina
- Glypta nigripes
- Glypta nigrita
- Glypta nigroplica
- Glypta notata
- Glypta novaconcordica
- Glypta novascotiae
- Glypta novomexicana
- Glypta nuda
- Glypta nulla
- Glypta nursei
- Glypta obscura
- Glypta occidentalis
- Glypta occulta
- Glypta ohioensis
- Glypta ontariana
- Glypta ophthalmus
- Glypta oregonica
- Glypta orientalis
- Glypta ornata
- Glypta ottawaensis
- Glypta palustra
- Glypta panamintana
- Glypta pansa
- Glypta parallela
- Glypta partita
- Glypta parvicaudata
- Glypta patula
- Glypta pecki
- Glypta pectinata
- Glypta pedata
- Glypta pennsylvanica
- Glypta petila
- Glypta pettitanae
- Glypta phanetae
- Glypta phantasmaria
- Glypta picea
- Glypta picta
- Glypta pictipes
- Glypta pilula
- Glypta pisici
- Glypta placida
- Glypta plana
- Glypta platynotae
- Glypta polita
- Glypta popofensis
- Glypta prognatha
- Glypta prolata
- Glypta prolixa
- Glypta prominens
- Glypta prostata
- Glypta protrusa
- Glypta pulchra
- Glypta pulchripes
- Glypta pumila
- Glypta punctata
- Glypta punctifera
- Glypta purpuranae
- Glypta quebecensis
- Glypta ralla
- Glypta resinanae
- Glypta rhyacioniae
- Glypta robsonensis
- Glypta robusta
- Glypta rohweri
- Glypta rotunda
- Glypta rubricator
- Glypta rubripes
- Glypta rufa
- Glypta rufata
- Glypta ruficornis
- Glypta rufipes
- Glypta rufipluralis
- Glypta rufiscutellaris
- Glypta rufitibialis
- Glypta rufiventris
- Glypta rufofasciata
- Glypta rufomarginata
- Glypta rufonotata
- Glypta rufula
- Glypta runcinata
- Glypta rutilata
- Glypta salicis
- Glypta salsolicola
- Glypta santapaulae
- Glypta sanvita
- Glypta saperdae
- Glypta saskatchewan
- Glypta satanas
- Glypta scabrosa
- Glypta scalaris
- Glypta schneideri
- Glypta sculpturata
- Glypta scutellaris
- Glypta separata
- Glypta severa
- Glypta sierrae
- Glypta similis
- Glypta solida
- Glypta sonomae
- Glypta spectabilis
- Glypta spissa
- Glypta stenota
- Glypta striatifrons
- Glypta strigosa
- Glypta subcornuta
- Glypta subtilis
- Glypta succincta
- Glypta succineipennis
- Glypta sulcata
- Glypta synnomae
- Glypta taiheizana
- Glypta talamanca
- Glypta talitzkii
- Glypta tama
- Glypta tamanukii
- Glypta tappanensis
- Glypta tecta
- Glypta tegularis
- Glypta tenebrosa
- Glypta tenuata
- Glypta tenuicornis
- Glypta teres
- Glypta tetonia
- Glypta tibialis
- Glypta timberlakei
- Glypta tobiasi
- Glypta tornata
- Glypta tortricis
- Glypta transversa
- Glypta transversalis
- Glypta triangularis
- Glypta tricincta
- Glypta trilineata
- Glypta tripartita
- Glypta trochanterata
- Glypta truncata
- Glypta tuberculator
- Glypta tuberculifrons
- Glypta tumifrons
- Glypta tumor
- Glypta turgida
- Glypta tuta
- Glypta ulbrichti
- Glypta undulata
- Glypta unita
- Glypta utahensis
- Glypta wahli
- Glypta varianae
- Glypta varicoxa
- Glypta variegata
- Glypta varipes
- Glypta washingtoniana
- Glypta verecunda
- Glypta vernalis
- Glypta werneri
- Glypta verticalis
- Glypta vespertina
- Glypta victoriana
- Glypta viktorovi
- Glypta willsiana
- Glypta vinnula
- Glypta virginiensis
- Glypta wisconsinensis
- Glypta vittata
- Glypta woerzi
- Glypta vulgaris
- Glypta vulnerator
- Glypta xanthogastra
- Glypta yasumatsui
- Glypta yukonensis
- Glypta zomariae
- Glypta zonata
- Glypta zozanae
- Glypta zurquiensis